# 金曜日の天使
『金曜日の天使』（きんようびのてんし）は、1981年（昭和56年）11月25日にリリースされた日本のロックバンド・近田春夫&ビブラトーンズのデビューシングルである。

## 略歴・概要
1981年秋、すでにテレビタレント化したと見なされていた近田春夫は「タレント廃業ミュージシャン専念」宣言をし、彼が注目するバンド「人種熱」と結合し、「近田春夫&ビブラトーンズ」を結成、同年11月25日、アルバム『ミッドナイト・ピアニスト』と同日発売されたのが、本シングル『金曜日の天使』である。「時代の先を行きすぎる」と言われる近田は、「1981.11.25.現在のPOPS」と銘打ち、いまを撃ち抜く音楽をという意気込みで、本作および同アルバムを世に放った。
本シングル表題曲『金曜日の天使』は、アルバム『ミッドナイト・ピアニスト』に収録された楽曲『Soul Life』の歌詞の一部と編曲をシングル向けに変更した楽曲である。
1988年（昭和63年）10月21日、本シングル2曲が収録されたCDアルバム『ビブラトーンズFUN』が発売され、その後同アルバムは、2002年（平成14年）4月20日、2008年（平成20年）8月20日に再発売された。
1998年（平成10年）11月21日、面影ラッキーホールがアルバム『代理母』（徳間ジャパンコミュニケーションズ）で、楽曲『金曜日の天使』をカヴァーした。
2016年（平成28年）4月27日、パスピエが6枚目のシングル『ヨアケマエ』のカップリング楽曲として『金曜日の天使』をカヴァーした。

## 収録曲
1. 金曜日の天使
  - 作詞近田春夫、作曲福岡裕、編曲近田春夫&Vibra-Tones
2. ほんとはジェントルマン
  - 作詞・作曲近田春夫、編曲近田春夫&Vibra-Tones

## 関連事項
- 1981年の音楽